# Předklášteří
Předklášteří (in tedesco Vorkloster) è un comune della Repubblica Ceca facente parte del distretto di Brno-venkov, in Moravia Meridionale.